# Aegiochus antarcticus
Aegiochus antarcticus is een parasitair op vissen levende pissebed uit de familie Aegidae. De eerste beschrijving die van de soort verscheen was gebaseerd op enkele exemplaren die tijdens de eerste Franse Antarctica-expeditie (1903–1905) werden verzameld bij Booth Island, voor de noordwestkust van Grahamland (Antarctisch Schiereiland). Harriet Richardson publiceerde in 1906 een korte diagnose, en de wetenschappelijke naam Aega australis, in 1907 gevolgd door een uitgebreidere beschrijving met afbeeldingen van enkele details. De naam was in 1901 echter door Thomas Whitelegge al gebruikt voor een andere "Aega" (nu Aegiochus australis) van voor de kust van New South Wales. Richardsons soort werd ook verzameld door Thomas Vere Hodgson in Winter Quarters Bay (McMurdo Sound) tijdens de Discovery-expeditie (1901–1904). Hodgson realiseerde zich later dat het dezelfde soort betrof als die Richardson had benoemd uit het Franse materiaal, en dat Aega australis een junior homoniem was. In 1910 publiceerde hij daarom voor de soort het nomen novum Aega antarctica. De soort werd in 2009 door Neil L. Bruce in het geslacht Aegiochus geplaatst, waarbij hij verzuimde de soortnaam aan te passen aan het mannelijk grammaticaal geslacht van Aegiochus.

## Synoniemen
- Aega australis Richardson, 1906 non Whitelegge, 1901
- Aega koltuni Kussakin, 1967